# Alim Market
Alim Market ist ein deutscher Kurzfilm aus dem Jahr 2004 von Regisseur Özgür Yıldırım.

## Handlung
Der türkische Gemüsehändler Alim und der griechische Gemüsehändler Korda waren seit ihrer Kindheit beste Freunde. Seitdem aber Korda aus Versehen Alims Vater mit dem Auto überrollte, ist die Freundschaft der beiden belastet, da der herzensgute Alim von seinem Großvater dazu gedrängt wird, den Tod seines Vaters zu rächen. Der alte Dede erpresst Alim damit, dass er nicht sterben könne, solange Alim keine Blutrache an Korda genommen habe, darüber hinaus würde er den Gemüseladen an Cousine Sultan abgeben. In der Nacht sucht Alim Korda mit einem Dolch auf, den er von Dede bekommen hat, doch er bringt die Tat nicht übers Herz. Am nächsten Tag erscheint Cousine Sultan, um den Gemüseladen von Alim zu übernehmen. Noch bevor sie Großvater Dede aufsuchen kann, damit dieser sein Testament zu ihren Gunsten ändert, schleicht sich Alim mit dem Dolch zu Dede ans Bett, in der Absicht nun ihn zu töten. Doch Dede ist bereits gestorben. Alim rennt sogleich zu Korda, um ihm die Nachricht zu überbringen. Die beiden umarmen sich und alles scheint wieder in Ordnung. Da besteigt die enttäuschte Cousine Sultan voller Wut ihr Motorrad und fährt auf die beiden zu. Beide springen zur Seite und entkommen unverletzt, jedoch überfährt Sultan dabei den Vater von Korda.

## Hintergrund
Der Film wurde in Hamburg gedreht, die Produktionskosten wurden auf 30.000 Euro geschätzt. Der Kurzfilm ist als Bonusmaterial auf der DVD zum Spielfilm Chiko enthalten.

## Auszeichnungen
Auf dem Filmfest München 2005 gewann der Film den HDF-Förderpreis für Kurzfilme.